# Willy Cohn
Willy Cohn (Breslavia, 12 dicembre 1888 – Kaunas, 25 novembre 1941) è stato uno storico e pedagogo tedesco.
Insieme a Victor Klemperer fu uno dei più noti cronisti delle persecuzioni antisemite del Nazismo tedesco.

## Biografia
Nato in una famiglia benestante di Breslavia, partecipò alla prima guerra mondiale ottenendo una Croce di ferro. Dal 1919, dopo essersi laureato, Cohn insegnò al Johannesgymnasium (liceo di San Giovanni) della città natale. Suo alunno fu anche Walter Laqueur.
Nonostante i provvedimenti contro gli Ebrei, rimase in Germania anche dopo il 1933, insieme con la sua seconda moglie Gertrud e i figli. Cohn documentava nei suoi taccuini la fine della sua famiglia e della comunità ebraica di Breslavia, la terza per grandezza allora in Germania. I tre figli del suo primo matrimonio emigrarono prima del 1940, mentre Cohn, la seconda moglie e le loro due figlie Susanne e Tamara, furono arrestati il 21 novembre del 1941 e trasportati in Lituania. Il 25 novembre l'intera famiglia venne uccisa presso il campo del "Forte IX", insieme con altri 2000 ebrei di Breslavia e di Vienna.
I Taccuini nei quali aveva raccolto le sue osservazioni sono oggi conservati nei "Central Archives for the History of the Jewish People" a Gerusalemme e furono pubblicati per la prima volta come testimonianza della storia ebraica nel dicembre 2006.

## Campi scientifici
Willy Cohn si occupò come storico del Medioevo e ha pubblicato saggi sulla storia del Sacro Romano Impero, sulla Sicilia nel XII e XIII secolo e sugli Ebrei nel Medioevo. Pubblicò inoltre le biografie dei fondatori del Partito Socialdemocratico di Germania e di Karl Marx e di Friedrich Engels.

## Opere
- Das Zeitalter der Hohenstaufen in Sizilien. Ein Beitrag zur Entstehung des modernen Beamtenstaates. 2. Neudr. der Ausg. Breslau: Marcus 1925. Aalen, Scientia-Verl. 1995.
- Verwehte Spuren. Erinnerungen an das Breslauer Judentum vor seinem Untergang. Köln/Weimar/Wien: Böhlau 1995.
- Als Jude in Breslau 1941. Aus den Tagebüchern von Willy Israel Cohn. Hrsg. von Joseph Walk, im Auftrag des Verbandes ehemaliger Breslauer und Schlesier in Israel, Gerlingen: Bleicher 1984.
- Die Geschichte der sizilischen Flotte unter der Regierung Konrads IV. und Manfreds (1250-1266). Neudr. d. Ausg. Berlin 1920, Aalen, Scientia-Verlag 1978.
- Die Geschichte der sizilischen Flotte 1060-1266. Vereinigter Neudr. dreier Abh. aus d. Jahren 1910-1926 mit Anh.: Die Basler Konzilsflotte des Jahres 1437. Die Bedeutung der Seemacht in der Geschichte. Aalen, Scientia-Verlag 1978.
- Hermann von Salza. Neudr. d. Ausg. Breslau 1930 mit Anh.: Hat Hermann von Salza das Deutschordensland betreten? Hermann von Salza im Urteil der Nachwelt. Aalen, Scientia-Verlag 1978.
- Juden und Staufer in Unteritalien und Sizilien. Aufsätze zur Geschichte der Juden im Mittelalter, über ihr Verhältnis zu den Stauferkaisern und den Königen von Sizilien, sowie zur allgemeinen Staufergeschichte. Eine Sammlung verstreut erschienener Schriften aus d. Jahren 1919-1936. Aalen, Scientia-Verlag 1978.
- Das Zeitalter der Hohenstaufen in Sizilien. Ein Beitrag zur Entstehung des modernen Beamtenstaates. Neudr. d. Ausg. Breslau 1925. Aalen, Scientia-Verlag 1971.
- Hermann von Salza. Breslau, M. & H. Marcus 1930.
- Kaiser Friedrich II. Leipzig, B. G. Teubner 1930 (32 S.)
- Wilhelm Liebknecht. Ein Lebensbild - Der Jugend erzählt. Breslau, Volkswacht-Buchhandlung 1930.
- Ein Lebensbild von August Bebel - Der Jugend erzählt. Breslau, Volkswacht-Buchhandlung 1927
- Die Geschichte der sizilischen Flotte unter der Regierung Friedrichs II. (1197-1250). Breslau, Priebatsch's Buchh. 1926.
- Das Zeitalter der Hohenstaufen in Sizilien. Ein Beitr. zur Entstehg d. modernen Beamtenstaates. Breslau, M. & H. Marcus 1925.
- Ein Lebensbild von Friedrich Engels - Der Jugend erzählt. Breslau, Volkswacht-Buchhandlung 1925.
- Ein Lebensbild von Karl Marx - Der Jugend. Breslau erzählt, Volkswacht-Buchhandlung 1923.
- Ein Lebensbild Ferdinand Lassalles - Der Jugend erzählt. Stuttgart, J. H. W. Dietz Nachf. 1921.
- Das Zeitalter der Normannen in Sizilien. Bonn/Leipzig, Schröder 1920.
- Die Geschichte der sizilischen Flotte unter der Regierung Konrads IV. und Manfreds (1250-1266). Berlin, K. Kurtius 1920.
- Die Geschichte der normannisch-sicilischen Flotte unter der Regierung Rogers I. und Rogers II. (1060-1154). Breslau, Marcus 1910.